# 와카시어족
와카시어족(Wakashan languages)은 캐나다 브리티시컬럼비아주의 밴쿠버섬 및 주변 지역(미국 워싱턴주의 올림픽반도 북서단 포함)에서 사용되는 언어들이 이루는 어족이다. 북아메리카 태평양 북서부의 전형적 특징으로 많은 수의 자음이 나타나며 복잡한 자음군도 보인다.
"와카시"라는 이름은 누차눌트어에서 '좋다'를 의미하는 단어에서 유래한 것으로, 이것을 부족명이라고 생각한 제임스 쿡 선장과 다른 초기 탐험가들에 의해 쓰였다.

## 분류
- 북부 와카시어군
  - 하이슬라어(Haisla)
  - 콰콸라어(Kwakʼwala, Kwakiutl)
  - 헤일처크어(Heiltsuk, Bella Bella)
  - 우위캴라어(Oowekyala)
- 남부 와카시어군
  - 누트카어(Nootka, Nuu-chah-nulth)
  - 디티다트어(Ditidaht, Nitinaht)
  - 마카어(Makah)